# Air Nippon Network
Air Nippon Network (A-net) war eine japanische Regionalfluggesellschaft mit Sitz in Sapporo. Air Nippon Network war eine Tochtergesellschaft von All Nippon Airways. Sie betrieb Zubringerflüge für die Schwestergesellschaft Air Nippon. Der Hauptflughafen der Fluggesellschaft war der Flughafen Neu-Chitose.

## Geschichte
Air Nippon Network wurde im Mai 2001 gegründet, um regionale Zubringerflüge für Air Nippon nach Tokio und Sapporo anzubieten. Der Flugbetrieb begann am 1. Juli 2002 mit drei Flugzeugen der De Havilland DHC-8-Serie.
Im Juni 2010 wurde Air Nippon Network aufgelöst und mit zwei weiteren Regionalgesellschaften der ANA, Air Central und Air Next zur neuen ANA Wings zusammengeschlossen.

## Flotte
(Stand: Juli 2010)
- 05 De Havilland DHC-8-300
- 14 De Havilland DHC-8-400